# Рожева мапа

Територіальні претензії Португалії в Африці

Роже́ва ма́па (порт. Mapa cor-de-rosa) — невдалий проєкт утворення «мосту» суцільних колоніальних володінь через континентальні регіони Африканського континенту з метою консолідації Португальської Західної Африки та Португальської Східної Африки в єдину колоніальну імперію. В плани Португальського королівства  втрутилася Велика Британія, що переслідувала власні колоніальні інтереси. Британський ультиматум 1890 р. примусив Королівство Португалія відмовитися від подальших планів з реалізації цього проєкту.

## Коротка історія
Так звана Рожева мапа була історичним документом, що був оприлюднений на Берлінському конгресі 1884—1885 рр. та представляв територіальні претензії Португалії, яка проголосила про свої права на широкі внутрішньоконтинентальні території між Анголою і Мозамбіком. Зараз в цьому регіоні розташовані Замбія, Зімбабве і Малаві. Територіальна суперечка з Великою Британією через зазначені території призвела до проголошення останньою ультиматуму Португалії, яка змушена була підкоритися, що сильно зашкодило репутації португальської монархії всередині країни.

## Хронологія подій
В останній третині XIX століття цікавість європейських держав до Африки багаторазово підвищилась, так само як і військово-економічні можливості по освоєнню її сировинної бази. Колоніальна експансія в Африці цікавила європейські країни передусім через наявність там дешевої робочої сили та нових ринків збуту товарів. Захоплення африканських територій було також важливим військово-стратегічним кроком, не кажучи вже про імперський престиж, який давала анексія тієї чи іншої території.
Португалія була найстаршою європейською державою, що почала колонізацію африканського континенту ще в XV столітті, тому в ході колонізації Африки Португалія мала хронологічну перевагу перед своїми пізнішими конкурентами, які включилися в бійку за Африку лише в XIX столітті. Серед нових держав були Велика Британія, Франція, Німеччина та Бельгія. На відміну від них Португалія, як і Іспанія, з початку XVII століття переживала глибокий економічний і соціальний занепад. При цьому британські впливи в самій Португалії були настільки значними, що вона сама вже фактично перетворилася на напівколонію Великої Британії.
Більш того, після втрати Бразилії 1822 р., Португальська колоніальна імперія, що мала тепер колонії лише в Африці та Азії, носила переважно таласократичний характер, тобто складалася з вузьких регіонів узбережжя, фортів та островів і не розповсюджувалася на широкі материкові області. Це робило Португалію вкрай уразливою.

## Активізація Португалії в Африці
Наперекір крайній господарській і соціальній відсталості самої Португалії, уряд країни вирішує мобілізувати всі ресурси для розширення колоніальних володінь в Африці. Давня історія португальських інтересів в Африці сприймалася майже як історичне право країни на володіння Африканським континентом. У XV—XVIII століттях зона португальського контролю повільно пересувалася вглиб континенту вслід за португальськими работорговцями, які в пошуках нових рабів змушені були просуватися вглиб континенту, хоча в цілому прогрес був невеликий. До 1870 р. лінія португальського контролю досягала щонайбільше 300—500 км від узбережжя. Але технологічний прогрес і гостра конкуренція змусили країну рухатися далі. Теоретична картографія також надихала португальців на утворення мосту між їхніми давніми володіннями в Анголі та Мозамбіці. 1877 р. розпочалась ціла серія португальських експедицій вглиб континенту, в яких брали участь Жуан де Андраде Корву, Ерменегілду Капелу, Роберту Івенш та Серпа Пінту. Метою португальського уряду, на відміну від інших європейських країн, зацікавлених здебільшого у здобутті сировини, було фактичне перетворення португальської Африки у другу Бразилію, тобто побудова величезного суцільного регіону, об'єднаного португальською мовою і католицтвом.